# Spatennasenhaie
Die Spatennasenhaie (Scoliodon) sind eine Gattung der Requiemhaie (Carcharhinidae), die zwei Arten enthält. Der Spatennasenhai (Scoliodon laticaudus) ist in weiten Teilen des Indischen Ozeans und im Roten Meer verbreitet, während Scoliodon macrorhynchos im Westpazifik lebt.

## Aussehen und Merkmale
Die Spatennasenhaie sind schlanke Haie mit Körperlängen  um etwa 50 bis 70 Zentimeter. Sie gleichen im Habitus den Haien der Gattung Carcharhinus, besitzt allerdings eine lange, extrem abgeflachte Schnauze. Sie besitzen eine Afterflosse und zwei Rückenflossen, wobei die zweite Rückenflosse deutlich kleiner als die erste und die Analflossen ist. Die erste Rückenflosse ist triangulär geformt und deutlich hinter den Brustflossen ansetzend. Das Hinterende der ersten Rückenflosse liegt über den Bauchflossen. Die Analflosse ist wesentlich größer als die zweite Rückenflosse. Ein Spritzloch ist nicht vorhanden und die Augen sind verhältnismäßig klein mit Nickhäuten.
Der Kopf von Scoliodon macrorhynchos ist im Vergleich mit Scoliodon laticaudus kürzer, die Afterflosse etwas länger und die Klaspern der Männchen etwas kürzer.

## Lebensweise
Spatennasenhaie sind Flachwasserart und ernähren sich räuberisch von verschiedenen Fischen, vor allem Bodenarten. Die Haie sind lebendgebärend und bilden eine Dottersack-Plazenta aus (plazental vivipar).

## Verbreitung

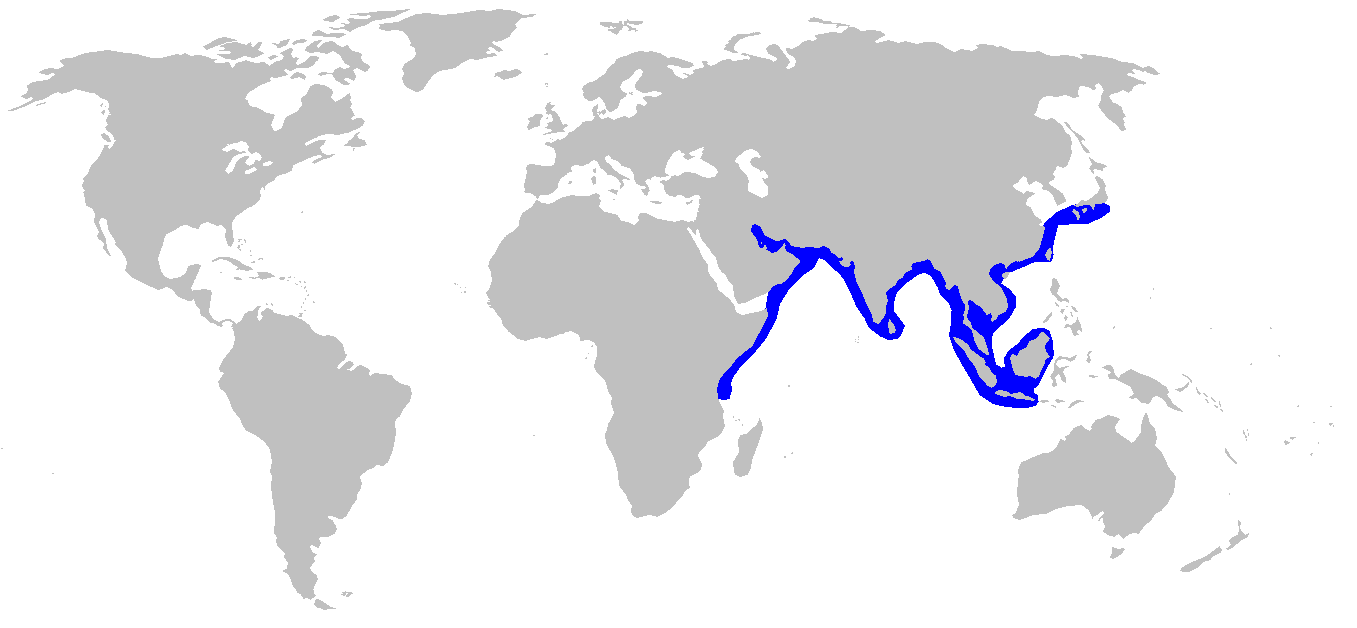
Verbreitungsgebiete der Gattung Scoliodon

Scoliodon laticaudus ist in weiten Teilen des Indischen Ozeans von Tansania bis Indien und Sri Lanka verbreitet. Dabei handelt es sich um einen Flachwasserbewohner des Kontinentalschelfs, der steinige Gründe bevorzugt. Bei den Spatennasenhaien im Westpazifik von Japan bis nach Indonesien und den Philippinen handelt es sich um Scoliodon macrorhynchos, bei denen im Golf von Bengalen um eine dritte, bisher unbeschriebene Art oder um Scoliodon muelleri, der mit Scoliodon laticaudus synonymisiert wurde.

## Belege
1. 1 2  Kuno Sch. Steuben: Die Haie der Sieben Meere: Arten, Lebensweise und sportlicher Fang. Parey, Berlin 1989, ISBN 3-490-44314-4, S. 59.
2. 1 2  L. J. V. Compagno, W. T. White, P. R. Last: Scoliodon macrorhynchos (Bleeker, 1852), a second species of spadenose shark from the western Pacific (Carcharhiniformes: Carcharhinidae). In: P. R. Last, W. T. White, J. J. Pogonoski (Hrsg.): Descriptions of new Australian Chondrichthyans. CSIRO Marine and Atmospheric Research, 2008, ISBN 978-1-921424-18-2, S. 61–76.